# احتكاك الماكاساريين بأستراليا

مواقع اتصال الماكاساريين بأستراليا - باللون الأحمر أصول الماكاسانيين؛ وباللون الأصفر وجهاتهم في أستراليا.

بدأ شعب ماكاسار الأسترونيزي من منطقة سولاويسي (إندونيسيا اليوم) التردد على ساحل شمال أستراليا في وقت ما في بدايات القرن الثامن عشر، بداية في منطقة كيمبرلي، وبعدها بعقود في أرض أرنهيم.
عملوا على جمع ومعالجة «التريبانغ» (المعروف أيضًا باسم خيار البحر، وهو لافقاري بحري يقدر لقيمته المطبخية وخصائصه الطبية في الأسواق الصينية. يستخدم مصطلح «ماكاسان» بشكل عام لوصف جميع الأشخاص من جامعي التريبانغ الذين جاؤوا إلى أستراليا. كان بعضهم من جزر أخرى في الأرخبيل الإندونيسي، بما في ذلك تيمور وروتي وآرو.

## صيد ومعالجة التريبانغ
يعرف المخلوق والمادة الغذائية المصنوعة منه باللغة الإنجليزية باسم خيار البحر، وبيش دو مير باللغة الفرنسية، وغامات في المالاوية، في حين يستخدم الماكاساريون 12 مصطلحًا تصنف 16 نوع له. من بين المصطلحتت الماكاسارية للتريبانغ، «تاريبان»، الذي دخل على لغات السكان الأصليين في شبه جزيرة كوبورغ، مثل ثاريبا في لغة ماركو، وجاريبانغ في موانغ أو داريبا.
يعيش التريبانغ في قاع البحر وينكشف وقت حدوث الجزر. كان الصيد يتم عادة باليد أو باستخدام الرمح أو الغوص والالتقاط بالشبكة. كانت الطريدة توضع في ماء مغلي قبل تجفيفها وتدخينها، وذلك حفاظًا عليها خلال رحلة العودة إلى ماكاسار وغيرها من أسواق جنوب شرق آسيا. لا تزال المجتمعات الصينية تمنح التريبانغ تقديرًا بسبب قوامه الهلامي، وخصائصة المعززة للنكهات، ولعمله كمنبه ومثير للشهوة الجنسية. سجل ماثيو فليندرز سردًا معاصرًا لكيفية معالجة التريبانغ عندما التقى بوباسو، رئيس أسطول بحري من الماكاسان في فبراير من العام 1803.

## الدليل على احتكاك الماكاسان
لا تزال البقايا الأثرية للنباتات التي عالجها الماكاسار بين القرنين الثامن عشر والتاسع عشر موجودة في بورت إيسنغتون، وخليج أنورو، وغروتي إيلاندت، إلى جانب أشجار التمر الهندي التي استقدمها الماكاسان. يشير ماكنايت وآخرون أن أعمال الحفر في تلك المناطق كشفت عن قطع معدنية، وفخاريات مكسورة وزجاج، وعملات معدنية، وخطافات لصيد السمك وأنابيب طينية مكسورة كان لها علاقة بتلك التجارة. يشير ماكنايت أن الكثير من المواد الخزفية التي تم العثور عليها تعود إلى تاريخ القرن التاسع عشر.
في سنة 1916، عثر على مدفعين برونزيين في جزيرة صغيرة في خليج نابير بروم، على الساحل الشمالي لأستراليا الغربية. أجرى العلماء في المتحف الأسترالي الغربي في فريمانتل تحليلًا مفصلًا وتوصلوا إلى أن تلك الأسلحة هي مدافع صغيرة (تسمي سويفل) ومن شبه المؤكد أنها تعود لشعب ماكاسان في أواخر القرن، وليست من أصل أوروبي. تؤكد رواية فليندرز أن الماكاسان الذين قابلهم كانوا متسلحين وحملوا في قواربهم الشراعية مدافع صغيرة.
في يناير من العام 2012، أفادت تقارير نشرتها على نطاق واسع مصادر إخبارية على شبكة الإنترنت والصحافة الأسترالية أن مدفعًا صغيرًا عثر عليه قبل سنتين على شاطئ دندي بالقرب من داروين وهو من أصل برتغالي. غير أن التحليل الأولي الذي أجراه المتحف والمعرض الفني للإقليم الشمالي يشير إلى أنه من أصل يعود إلى جنوب شرق آسيا، ومن المرجح أن يكون مصدره ماكاسار. لا يوجد شيء في تركيبه أو نمطه أو هيئته يطابق المدافع الصغيرة البرتغالية. يحتفظ المتحف بسبعة مدافع من صنع جنوب شرق آسيا في مجموعاته. أيضًا، عثر في داروين عام 1908 على مدفع آخر من صنع جنوب شرق آسيا، وهو بحوزة متحف جنوب أستراليا، ومن المحتمل أيضًا يكون من أصل ماكاسان.
هناك أدلة هامة على وجود اتصال مع صيادين من ماكاسان تظهر في الرسوم على الحجارة ولحاء الأشجار في شمال أستراليا، وكانت القوارب الشراعية للماكسان سمة بارزة في تلك الرسومات. تصور «تركيبات وورووي الصخرية» في ييركالا، التي أدرجت كمعالم تراثية، جوانب من عملية صيد ومعالجة الماكاسان للتريبانغ، إلى جانب تفاصيل عن الهياكل الداخلية للسفن.

## آثارهم على الشعوب الأصلية لأستراليا
كان لاتصال الماكاسار بالسكان الأصليين تأثير كبير على ثقافة الأخيرة، من المحتمل أيضًا وجود تأثيرات متعددة الثقافات. كتب جانتر: «يمكن رؤية الأثر الثقافي على شعب يولنغي الناتج عن الاحتكاك في كل المجالات: في اللغة والفن والحكايا والمطبخ». وفقًا لعالم الأنثروبولوجيا جون برادلي من جامعة موناش، كان الاتصال بين المجموعتين ناجحًا: «أقاموا علاقات تجاريًا فيما بينهم. كان الأمر عادلًا، لم تكن هناك أحكام عرقية ولا سياسات تخص العرق». حتى في أوائل القرن الحادي والعشرين، لا تزال مجتمعات السكان الأصليين في شمال أستراليا تحتفل بالتاريخ المشترك بين الشعبين باعتباره فترة حفلت بالثقة والاحترام المتبادلين.
توصل آخرون ممن درسوا تلك الفترة إلى استنتاج مختلف بشأن العلاقة بين السكان الأصليين وصائدي التريبانغ الزائرين. يقول عالم الأنثروبولوجيا إيان ماكينتوش أن الآثار الأولية للاحتكاك بصيادي الأسماك من الماكاسان أدت إلى حدوث نوع من «الاضطراب» مع الأخذ بعين الاعتبار التأثير الإسلامي الجدير بالملاحظة. يخلص ماكنتوش في دراسة أخرى إلى أن «النزاع والفقر والهيمنة.. إرث سابق غير مسجل بخصوص الاحتكاك بين السكان الأصليين والإندونيسيين». حسب تقرير أعده قسم التاريخ بالجامعة الوطنية الأسترالية يقول إنه يبدو أن شعب ماكاسان كان موضع ترحيب في البداية؛ لكن العلاقات تدهورت عندما «بدأ السكان الأصليون يشعرون أنهم يتعرضون للاستغلال... ما أدرى إلى حدوث عنف من كلا الجانبين».

### التجارة
وجدت دراسات علماء الأنثروبولوجيا أعراف تشير إلى أن الماكاسان تفاوضوا مع السكان المحليين على القارة الأسترالية بشأن الحق في صيد الأسماك في بيئات مائية محددة. شمل التبادل أيضًا تجارة القماش، والتبغ، والفؤوس المعدنية، والسكاكين، والأرز، والجين. تاجر شعب يولغني في أرنهيم أيضًا بقواقع السلاحف، واللؤلؤ، وأحد أنواع الصنوبر، كما عمل بعضهم جامعًا لخيار البحر. في حين أن هناك أدلة تشير إلى وجود احتكاك سلمي، إلا أن بعد أوجه الاتصال اتخذت شكلًا عدائيًا. وصف «أوزينغ دانغ رانغا (أحد آخر صيادي التريبانغ)» مواجهة عنيفة واحدة على الأقل مع السكان الأصليين، في حين ذكر فلايندرز نصيحة الماكاسان له «بأخذ حذره من السكان الأصليين».
تظهر بعض الرسومات على الأحجار تأكيدًا على أن بعض العمال من السكان الأصليين رافقوا الماكاسار طواعية إلى موطنهم في سولاويسي الجنوبية عبر بحر آرافورا. كانت النساء أيضًا بمثابة مواد تمت التجارة بها وفقًا لدينيز راسل، لكن آراءهن وتجاربهن لم تسجل. بعد زيارة غروتي إيلاندت في أوائل ثلاثينيات القرن العشرين، تكهن عالم الأنثروبولوجيا دونالد طومسون بأن ما حدث تقليديًا من عزل النساء عن الرجال الغرباء، فضلًا عن استخدامهم لحاء الأشجار «يمكن أن يكون ناتجًا عن احتكاكهم بالماكاسان».

### الوضع الصحي
ربما وصل مرض الجدري إلى شمال أستراليا في عام 1820 عن طريق الاحتكاك بالماكاسان. لا تزال تلك الفكرة غير مثبتة نظرًا لأن أول حالة انتشار للجدري سجلت عبر انتشارها في أستراليا من خليج سيدني كوف. يعزى انتشار مرض ماتشادو جوزيف في مجتمع جزيرة جروتي آيلاند إلى الاتصال الخارجي. أظهرت الدراسات الجينية الحديثة أن أسر جروت آيلاند التي تحمل مرض ماتشادو جوزيف كان تشترك في مجموعات فردانية على الصبغي مع بعض الأسر من أصول تايوانية وهندية ويابانية.